# Friedrich Thøming
Ferdinand Christian Friedrich Thøming (27. august 1802 i Egernførde – 21. april 1873 i Napoli) var en dansk landskabs- og marinemaler.
Friedrich Thøming var søn af rektoren ved den derværende lærde skole Johann Wilhelm Thøming (1763-1827) og Johanne Cathrine født Staack (1772-1858). Sin kunstneriske uddannelse fik han ved Kunstakademiet i København og under landskabsmaler J.P. Møller, og i 1823 debuterede han på Charlottenborgudstillingen med fem billeder, udførte over motiver fra Sønderjylland, Lauenborg og Hamborg. I 1824 udstillede han foruden et par holstenske landskaber, af hvilke et blev købt af prins Christian Frederik, flere danske samt sit første søstykke. Samme år rejste han til Italien, og der opholdt han sig med få og korte afbrydelser hele resten af sit liv, idet han afvekslende levede i Rom og i Neapel og omegn; i sidstnævnte by var han bosat sine sidste år, efter at han havde giftet sig med en neapolitanerinde, og der døde han 21. april 1873 (hans enke døde 5. januar 1892). Med Danmark vedligeholdt han dog forbindelsen og udstillede indtil 1853 jævnlig på Charlottenborg Forårsudstilling, i 1843 således seks billeder, der alle var købt af Bertel Thorvaldsen.
Thøming var en meget talentfuld kunstner og i besiddelse af ikke ringe smag og teknisk dygtighed; hans arbejder er gennemgående virkningsfulde og populære; navnlig gælder dette om hans søstykker og i ganske særlig grad om de mangfoldige billeder, han, undertiden ret fabriksmæssig, malede af Capris "blå grotte". En god prøve på denne hans specialitet findes på Thorvaldsens Museum. Thøming lagde sig under et ophold i München efter at litografere og udførte med held flere blade til den store suite litografiske gengivelser af malerier i Münchens gamle pinakotek.

## Ekstern henvisning
- Friedrich Thøming på Kunstindeks Danmark/Weilbachs Kunstnerleksikon